# PortAudio
PortAudio é uma  biblioteca de áudio reprodução e gravação. Sua meta principal é ser uma plataforma transversal, de código aberto, a fim de que programas que a utilizam possam executar em diferentes plataformas e sistemas operacionais. Como muitas outras bibliotecas, especialmente aqueles cujo principal objetivo é portabilidade, PortAudio está escrito na linguagem de programação C.
PortAudio faz parte do projecto PortMusic, que visa proporcionar um conjunto de bibliotecas de música independente plataforma de software.
O editor de áudio Audacity usa a biblioteca do PortAudio .

## Ligações Externas
- PortAudio website